# Natos-api
Natos-api ou Old Sun (vers 1819-26 janvier 1897) était un chef et sorcier guérisseur de la nation nord-amérindienne des Siksikas et un chef important de la Confédération des Pieds-Noirs. Il est également connu sous les noms de White Shell Old Man et Sun Old Man.

## Biographie
Natos-api est né dans ce qui est aujourd'hui l'Alberta vers 1819 et portait alors le nom de White Shell Old Man. Son père portait le nom de Natos-api (Old Sun) et était l'un des chefs principaux des Pieds-Noirs ainsi que le chef de la bande des All Medicine Men. À l'adolescence, à l'instar des autres adolescents pieds-noirs, il devint un guerrier. Il devint rapidement un guerrier redouté et respecté. Contrairement à la majorité, il continua d'être un guerrier en vieillissant et menait souvent des raids pour voler des chevaux aux tribus ennemies. Sa principale épouse, Calf Old Woman, était également connue comme une bonne guerrière et elle fit partie de la société des guerriers, ce qui est très rare pour les femmes au sein des Pieds-Noirs.
À l'instar de son père, il était également un sorcier guérisseur. À la suite d'une vision où il dit avoir reçu des pouvoirs surnaturels de la part d'un cerf, il portait un tibia de cerf qu'il utilisait pour soigner et pour repousser les mauvais esprits.
À la mort de son père qui fut tué par les Cris en 1860, White Shell Old Man reprit le nom de son père, Natos-api ou Old Sun. Il devint alors également le chef de sa bande ainsi que l'un des chefs principaux des Pieds-Noirs aux côtés d'Akamih-kayi (Big Swan) et de No-okskatos (Three Suris). À la fin des années 1860, sa bande comprenait 312 membres dont 78 guerriers. À la suite de l'épidémie de variole de 1872, il devint l'un des deux principaux chefs des Pieds-Noirs avec Crowfoot. Cependant, Old Sun qui devenait âgé et qui était peu interessé laissait le côté politique de la fonction de chefs à Crowfoot. Par exemple, il signa le Traité numéro 7 au nom de sa bande, mais avait laissé le soin à Crowfoot d'effectuer les négociations.
En 1881, Natos-api et sa bande durent se sédentariser et s'installer dans une réserve. Natos-api reçut les critiques des fonctionnaires du ministère des Affaires indiennes parce qu'il n'était pas interessé à devenir agriculteur. Un missionnaire anglican qui le rencontra au milieu des années 1880 le décrivit comme un bon orateur qui était toujours prompt à raconter ses actions de guerrier du passé. Natos-api ne se convertit pas au christianisme lui-même, mais il appuya les anglicans et laissa un missionnaire établir une mission sur le territoire de sa bande. Deux de ses petits-enfants furent d'ailleurs les premiers élèves de l'école anglicane de cette mission.
Dans les années 1890, il se retira de la vie politique et il décéda le 26 janvier 1897 dans sa réserve.